# Eredivisie 2010/11 (mannenvoetbal)/Transfers winter
Dit is een lijst van transfers uit de Nederlandse Eredivisie in de winter in het seizoen 2010/2011. Hierin staan alleen transfers die clubs uit de Eredivisie.
De transferperiode duurt van 1 januari 2011 tot 1 februari 2011. Deals mogen op elk moment van het jaar gesloten worden, maar de transfers zelf mogen pas in de transferperiodes plaatsvinden. Transfervrije spelers (spelers zonder club) mogen op elk moment van het jaar gestrikt worden.

## ADO Den Haag
| No. |                                           | Positie   | Naam          | Vorige Club                |
| --- | ----------------------------------------- | --------- | ------------- | -------------------------- |
| 13  | Vlag van Nederlandse Antillen (1986-2010) | Aanvaller | Raily Ignacio | FC Dordrecht, was verhuurd |
| 23  | Vlag van Duitsland                        | Doelman   | Nico Pellatz  | Apollon Limassol           |

| No. |                    | Positie      | Naam                | Nieuwe Club |
| --- | ------------------ | ------------ | ------------------- | ----------- |
| 10  | Vlag van Nederland | Middenvelder | Ricky van den Bergh | Sparta      |

## AFC Ajax
| No. |                     | Positie    | Naam             | Vorige Club                 |
| --- | ------------------- | ---------- | ---------------- | --------------------------- |
| 36  | Vlag van Nederland  | Doelman    | Ronald Graafland | Vitesse                     |
| -   | Vlag van Uruguay    | Verdediger | Bruno Silva      | Internacional, was verhuurd |
| -   | Vlag van Argentinië | Aanvaller  | Dario Cvitanich  | CF Pachuca, was verhuurd    |

| No. |                    | Positie               | Naam            | Nieuwe Club                             |
| --- | ------------------ | --------------------- | --------------- | --------------------------------------- |
| -   | Vlag van Nederland | Verdediger            | Rene Osei Kofi  | n.n.b., was verhuurd aan Almere City FC |
| 16  | Vlag van Uruguay   | Aanvaller             | Luis Suárez     | Liverpool                               |
| 11  | Vlag van Nederland | Linksback / Linksvoor | Urby Emanuelson | AC Milan                                |

## AZ
| No. |  | Positie | Naam | Vorige Club |
| --- |  | ------- | ---- | ----------- |

| No. |                    | Positie    | Naam         | Nieuwe Club              |
| --- | ------------------ | ---------- | ------------ | ------------------------ |
| 33  | Vlag van Nederland | Verdediger | Gijs Luirink | SC Cambuur, op huurbasis |

## Excelsior
| No. |                    | Positie      | Naam            | Vorige Club              |
| --- | ------------------ | ------------ | --------------- | ------------------------ |
| 22  | Vlag van Duitsland | Middenvelder | Benjamin Baltes | Borussia Mönchengladbach |

| No. |  | Positie | Naam | Nieuwe Club |
| --- |  | ------- | ---- | ----------- |

## Feyenoord
| No. |                     | Positie      | Naam               | Vorige Club              | Status                     |
| --- | ------------------- | ------------ | ------------------ | ------------------------ | -------------------------- |
| 9   | Vlag van Nederland  | Aanvaller    | Jhon van Beukering | Go Ahead Eagles          | Transfervrij               |
| 19  | Vlag van Hongarije  | Aanvaller    | Krisztián Simon    | Újpest FC                | Gehuurd met optie tot koop |
| 3   | Vlag van Nederland  | Verdediger   | Gill Swerts        | AZ                       | Gehuurd                    |
| 24  | Vlag van Denemarken | Aanvaller    | Søren Larsen       | Toulouse FC              | Gehuurd                    |
| 6   | Vlag van Nederland  | Middenvelder | Marcel Meeuwis     | Borussia Mönchengladbach | Gehuurd                    |

| No. |                     | Positie      | Naam            | Nieuwe Club   | Status           |
| --- | ------------------- | ------------ | --------------- | ------------- | ---------------- |
| 24  | Vlag van Rusland    | Aanvaller    | Fjodor Smolov   | Dynamo Moskou | Terug na verhuur |
| 19  | Vlag van Denemarken | Verdediger   | Michael Lumb    | Aalborg BK    | Huurbasis        |
| 6   | Vlag van Marokko    | Middenvelder | Karim El Ahmadi | Al-Ahli FC    | Verhuurd         |

## De Graafschap
| No. |  | Positie | Naam | Vorige Club |
| --- |  | ------- | ---- | ----------- |

| No. |  | Positie | Naam | Nieuwe Club |
| --- |  | ------- | ---- | ----------- |

## FC Groningen
| No. |  | Positie | Naam | Vorige Club |
| --- |  | ------- | ---- | ----------- |

| No. |  | Positie | Naam | Nieuwe Club |
| --- |  | ------- | ---- | ----------- |

## sc Heerenveen
| No. |  | Positie | Naam | Vorige Club |
| --- |  | ------- | ---- | ----------- |

| No. |  | Positie | Naam | Nieuwe Club |
| --- |  | ------- | ---- | ----------- |

## Heracles Almelo
| No. |                    | Positie   | Naam         | Vorige Club |
| --- | ------------------ | --------- | ------------ | ----------- |
| 19  | Vlag van Nederland | Aanvaller | Ellery Cairo | NAC Breda   |

| No. |                    | Positie      | Naam              | Nieuwe Club            |
| --- | ------------------ | ------------ | ----------------- | ---------------------- |
| 33  | Vlag van Nederland | Middenvelder | Alexander Bannink | FC Twente, was gehuurd |

## NAC Breda
| No. |                    | Positie   | Naam          | Vorige Club           |
| --- | ------------------ | --------- | ------------- | --------------------- |
| 5   | Vlag van Nederland | Aanvaller | Julian Jenner | Vitesse, op huurbasis |

| No. |  | Positie | Naam | Nieuwe Club |
| --- |  | ------- | ---- | ----------- |

## N.E.C.
| No. |  | Positie | Naam | Vorige Club |
| --- |  | ------- | ---- | ----------- |

| No. |  | Positie | Naam | Nieuwe Club |
| --- |  | ------- | ---- | ----------- |

## PSV
| No. |                 | Positie | Naam        | Vorige Club |
| --- | --------------- | ------- | ----------- | ----------- |
| 61  | Vlag van België | Doelman | Bram Castro | Roda JC     |

| No. |                    | Positie      | Naam            | Nieuwe Club  |
| --- | ------------------ | ------------ | --------------- | ------------ |
| 20  | Vlag van Nederland | Middenvelder | Ibrahim Afellay | FC Barcelona |

## Roda JC
| No. |                    | Positie                  | Naam         | Vorige Club           |
| --- | ------------------ | ------------------------ | ------------ | --------------------- |
| 23  | Vlag van Nederland | Aanvallende Middenvelder | Wiljan Pluim | Vitesse, op huurbasis |

| No. |  | Positie | Naam | Nieuwe Club |
| --- |  | ------- | ---- | ----------- |

## FC Twente
| No. |                           | Positie      | Naam              | Vorige Club                   |
| --- | ------------------------- | ------------ | ----------------- | ----------------------------- |
| 2   | Vlag van Verenigde Staten | Verdediger   | Oguchi Onyewu     | AC Milan, op huurbasis        |
| 17  | Vlag van Nederland        | Middenvelder | Arnold Bruggink   | Hannover 96                   |
| 18  | Vlag van Nederland        | Middenvelder | Alexander Bannink | Heracles Almelo, was verhuurd |
| 34  | Vlag van Duitsland        | Middenvelder | Thilo Leugers     | Eigen jeugd                   |

| No. |                      | Positie      | Naam                    | Nieuwe Club                   |
| --- | -------------------- | ------------ | ----------------------- | ----------------------------- |
| 25  | Vlag van Marokko     | Middenvelder | Anouar Diba             | Al-Wakrah SC                  |
| 14  | Vlag van Zuid-Afrika | Aanvaller    | Bernard Parker          | Panserraikos FC               |
| 27  | Vlag van Kroatië     | Middenvelder | Dario Vujičević         | VVV-Venlo, op huurbasis       |
| 32  | Vlag van Noorwegen   | Aanvaller    | Flamur Kastrati         | VfL Osnabrück, op huurbasis   |
| 36  | Vlag van Oostenrijk  | Verdediger   | Michael Schimpelsberger | Rapid Wien                    |
| 40  | Vlag van Duitsland   | Verdediger   | Stefan Thesker          | Fortuna Sittard, op huurbasis |

## FC Utrecht
| No. |                    | Positie      | Naam            | Vorige Club |
| --- | ------------------ | ------------ | --------------- | ----------- |
| ?   | Vlag van Nederland | Middenvelder | Kevin Strootman | Sparta      |

| No. |  | Positie | Naam | Nieuwe Club |
| --- |  | ------- | ---- | ----------- |

## Vitesse
| No. |                    | Positie      | Naam                    | Vorige Club               |
| --- | ------------------ | ------------ | ----------------------- | ------------------------- |
| 4   | Vlag van Spanje    | Middenvelder | Jordi López             | Swansea City              |
| 9   | Vlag van Ivoorkust | Aanvaller    | Wilfried Bony           | Sparta Praag              |
| 14  | Vlag van Nigeria   | Aanvaller    | Haruna Babangida        | 1. FSV Mainz 05           |
| 16  | Vlag van Japan     | Verdediger   | Michihiro Yasuda        | Gamba Osaka               |
| 20  | Vlag van Spanje    | Middenvelder | Martí Riverola Bataller | Barcelona B, op huurbasis |

| No. |                    | Positie      | Naam              | Nieuwe Club                           |
| --- | ------------------ | ------------ | ----------------- | ------------------------------------- |
| 3   | Vlag van Nederland | Verdediger   | Kevin van Diermen | Go Ahead Eagles, op huurbasis         |
| 4   | Vlag van Nederland | Verdediger   | Civard Sprockel   | Anorthosis Famagusta                  |
| 5   | Vlag van Nederland | Verdediger   | Jeroen Drost      | FC Zwolle, op huurbasis               |
| 9   | Vlag van Zweden    | Aanvaller    | Lasse Nilsson     | IF Elfsborg                           |
| 16  | Vlag van Ghana     | Middenvelder | Laryea Kingston   | n.n.b.                                |
| 26  | Vlag van Nederland | Aanvaller    | Wiljan Pluim      | Roda JC Kerkrade, op huurbasis        |
| 27  | Vlag van Nederland | Aanvaller    | Julian Jenner     | NAC Breda, op huurbasis               |
| 40  | Vlag van Nederland | Aanvaller    | Roy de Ruiter     | AGOVV Apeldoorn                       |
| 90  | Vlag van Nederland | Aanvaller    | Nacer Barazite    | Austria Wien; was gehuurd van Arsenal |

## VVV-Venlo
| No. |                  | Positie   | Naam       | Vorige Club  |
| --- | ---------------- | --------- | ---------- | ------------ |
| 23  | Vlag van Nigeria | Aanvaller | Ahmed Musa | Kano Pillars |

| No. |                   | Positie   | Naam        | Nieuwe Club           |
| --- | ----------------- | --------- | ----------- | --------------------- |
| 21  | Vlag van Portugal | Aanvaller | Diogo Viana | FC Porto, was gehuurd |

## Willem II
| No. |  | Positie | Naam | Vorige Club |
| --- |  | ------- | ---- | ----------- |

| No. |                    | Positie    | Naam           | Nieuwe Club |
| --- | ------------------ | ---------- | -------------- | ----------- |
| 24  | Vlag van Nederland | Verdediger | Danny Schenkel | AEK Larnaca |

2007/08 (zomer · winter) · 
2008/09 (zomer · winter) · 
2009/10 (zomer · winter) · 
2010/11 (zomer · winter) · 
2011/12 (zomer · winter) · 
2012/13 (zomer · winter) · 
2013/14 (zomer · winter) · 
2014/15 (zomer · winter) · 
2015/16 (zomer · winter) · 
2016/17 (zomer · winter) ·
2017/18 (zomer · winter) ·
2018/19 (zomer · winter) ·
2019/20 (zomer · winter) ·
2020/21 (zomer · winter) ·
2021/22 (zomer · winter) ·
2022/23 (zomer · winter) ·
2023/24 (zomer · winter) ·
2024/25 (zomer · winter) ·